# Elmer Møller
Elmer Møller, né le 9 juillet 2003 à Aarhus, est un joueur de tennis danois, professionnel depuis 2021.

## Carrière
À l'âge de 14 ans, Elmer Møller quitte le Danemark pour rejoindre la Good to Great Tennis Academy à Danderyd de Nicklas Kulti, Magnus Norman et Mikael Tillström avant de retourner quatre ans plus tard à Copenhague où il s'entraîne au KB.
Il dispute six finales au niveau ITF en 2023, remportant trois titres en Roumanie, au Danemark et à Chypre.
En mai 2024, il atteint sa première finale en Challenger à Augsbourg, perdant contre Timofey Skatov, puis une seconde en août à Liberec, où il est battu par Hugo Dellien. En septembre, il bat le 27e mondial Alexander Bublik dans le cadre de la Coupe Davis. Il enchaîne avec une demi-finaliste à Lisbonne, puis remporte son premier titre à Braga contre Daniel Elahi Galán en étant issu des qualifications. Début novembre, il est également finaliste à Lima.
En 2025, lors du tour qualificatif de la Coupe Davis, il permet au Danemark d'atteindre le second tour en remportant le match décisif contre Hamad Medjedović, offrant une qualification historique à son pays. Le Danemark n'avait plus atteint un tel niveau dans la compétition depuis 1996.

## Parcours dans les tournois duGrand Chelem

### En simple
| Année | Open d'Australie | Open d'Australie | Internationaux de France | Internationaux de France | Wimbledon       | Wimbledon      | US Open | US Open |
| ----- | ---------------- | ---------------- | ------------------------ | ------------------------ | --------------- | -------------- | ------- | ------- |
| 2025  | —                | —                | 1er tour (1/64)          | Tommy Paul               | 1er tour (1/64) | Frances Tiafoe |         |         |

N.B. : à droite du résultat se trouve le nom de l'ultime adversaire.

## Parcours dans lesMasters 1000
| Année | Indian Wells | Miami | Monte-Carlo | Madrid              | Rome | Canada | Cincinnati | Shanghai | Paris |
| ----- | ------------ | ----- | ----------- | ------------------- | ---- | ------ | ---------- | -------- | ----- |
| 2025  | —            | —     | —           | 1er tour J. Fonseca | —    |        |            |          |       |

N.B. : sous le résultat se trouve le nom de l’ultime adversaire.

## Classements ATP en fin de saison
| Année          | 2019 | 2020 | 2021 | 2022 | 2023 | 2024 |
| Rang en simple | 1585 | 1638 | 2084 | 727  | 394  | 160  |
| Rang en double | –    | –    | –    | 1275 | 1039 | 1383 |

Source : (en) Classements de Elmer Møller sur le site officiel de la Fédération internationale de tennis